# В поисках утраченного времени (фильм)
«В поисках утраченного времени» (фр. À la recherche du temps perdu) — двухсерийный телефильм режиссёра Нины Компанеец, вышедший на экраны 9 и 16 января 2011 во франкоязычной Швейцарии на TSR Deux, и 1—2 февраля во Франции на France 2.

## Сюжет
Экранизация одноимённого цикла романов Марселя Пруста, последовательно воспроизводящая основные сцены, начиная с середины второй книги («Под сенью девушек в цвету» — прибытие Рассказчика в Бальбек), с основным упором на цикл Альбертины. Эпизоды из первого романа по мере необходимости вводятся при помощи флешбэков (чашка кофе с «мадленкой», прогулки в «сторону Свана»). Действие сопровождается закадровым комментарием Рассказчика, произносящего обширные цитаты из романов.
Съёмки бальбекских сцен проводились в Кабуре.

## В ролях
- Миша Леско — Рассказчик
- Каролин Тийетт — Альбертина Симоне
- Дидье Сандр — барон де Шарлюс
- Валентин Варела — Ориана, герцогиня Германтская
- Доминик Блан — мадам Вердюрен
- Эрик Рюф — Шарль Сван
- Бернар Фарси — Базен, герцог Германтский
- Катрин Сами — бабушка Рассказчика
- Доминик Валадье — мать Рассказчика
- Ролан Копе — маркиз де Норпуа
- Жан-Клод Друо — Эльстир
- Энди Жилле — Робер де Сен-Лу
- Анн Дане — Франсуаза
- Мари-Софи Фердан — Жильберта Сван
- Мишель Фо — Жюпьен
- Венсан Эдан — Морель
- Франсуаза Бертен — мадам де Вильпаризи
- Эрве Пьер — месье Вердюрен
- Филипп Морье-Жену — доктор Котар
- Жан-Мари Лекок — профессор Бришо
- Лор-Люсиль Симон — Андре
- Мелоди Ричард — Розамунда
- Сара Паскье — Алиса де Стермарья
- Артюр Игуаль — Альбер Блок
- Эрик Вердин — метрдотель Эме
- Ева Сен-Поль — королева Неаполитанская
- Мэтью Мари — Легранден

## Критика
Поскольку экранизация Пруста является необыкновенно сложной задачей, о которую «обломали зубы» такие мастера, как Лукино Висконти и Джозеф Лоузи, любая новая попытка расценивается как весьма смелая. «Музыкальность текста, являющаяся пиршеством для чтеца», создаёт серьёзное препятствие попыткам актёрской адаптации.
Постановка Нины Компанеец считается наиболее точной из всех, но при этом, по мнению критиков, выглядит несколько театральной и иллюстративной. Сама постановщица объясняла свой замысел намерением создать своеобразный путеводитель по роману. Использование в большинстве сцен закадрового комментария, начитывающего соответствующие места из Пруста, по мнению режиссёра, было единственным средством придать смысловую глубину видеоряду, чего, по её мнению, не удалось добиться Шлёндорфу и Руису, использовавшим чисто кинематографические методы и не продвинувшимся далее создания плоской картинки, лишённой метафоричности.
Мнения специалистов-прустоведов разделились. Философ Рафаэль Энтовен одобрил предпочтение нарратива стилистическим эффектам, господствующим у Руиса: «Это хороший выбор, ибо фильм Нины Компанеец позволяет почувствовать произведение Пруста всем тем, кто его не читал». Также он приветствовал верность постановщицы оригинальному тексту.
Биограф Пруста Жан-Ив Тадье признал эту адаптацию лучшей из всех, что есть на данный момент, похвалил выбор актёров, хотя и отметил, что урезать «Поиски…» до четырёхчасового фильма недопустимо, напомнив в этой связи, что более амбициозное английское телевидение, когда речь идёт о национальном литературном наследии, не жалеет двенадцати полноценных эпизодов.
Относительно того, почему режиссёр отказалась от экранизации первого романа, и, в частности, наиболее психологически глубокого эпизода всего цикла — «Любви Свана» — Тадье предположил, что это могло быть сделано не только из стремления сразу представить главного героя, отбросив побочные линии, но и из уважения к фильму Шлёндорфа.
Критик также отметил, что дело Дрейфуса и Первая мировая война, занимающие большое место в цикле, в фильме едва упомянуты. Отрицательно он отнёсся и к тому, что в ходе фильма у Рассказчика появляются прустовские усы, поскольку специалисты предостерегают от попыток прямого отождествления главного героя романа с его автором — «„В поисках потерянного времени“ — это не автобиография, и не сборник детских воспоминаний, это — роман».
Антуан Шампаньон, профессор коллеж де Франс, подверг сомнению обоснованность режиссёрского выбора сцен для экранизации, отбрасывающего Свана, Одетту и Жильберту, и концентрирующегося на романе с Альбертиной. Закадровый комментарий, верный оригиналу, внезапно смолкает в ряде сцен, что создаёт странное впечатление, а произнесение актёрами длинных прустовских тирад делает фильм излишне театральным.
По мнению Шампаньона, для успешной адаптации постановщику следует оторваться от оригинала и ограничиться экранизацией какой-либо его части, как сделал Руис, не замахиваясь на весь цикл. К этому критик добавил несколько наивное замечание, что «ни один из персонажей не выглядит таким, как я его себе представлял», и осудил «скабрёзные квазипорнографические сцены», присутствующие в фильме.